# Káli Sándor
Káli Sándor (Budapest, 1951. július 3. –) MSZP-s politikus, 2002–2010 között Miskolc polgármestere.

## Pályafutása
1969-ben végzett a miskolci Bláthy Ottó Villamosenergia-ipari Technikumban. A Drezdai Műszaki Egyetemen, majd a miskolci Nehézipari Műszaki Egyetemen diplomázott. Tervezőmérnökként dolgozott, majd a Borsodterv igazgatója volt, a rendszerváltás után több más cégnél dolgozott.
1972-ben lépett be az MSZMP tagjai közé, 1990-ben pedig ennek utódpártjába, az MSZP-be. 1994-ben lett a miskolci városi közgyűlés tagja, 1994-től 1998-ig alpolgármester is. 1998-tól az MSZP Borsod-Abaúj-Zemplén megyei elnökségének tagja. 2000-től az MSZP miskolci elnöke, majd a 2002. október 20-i önkormányzati választások után polgármester. 2003-tól 2006-ig az Európai Unió Régiók Bizottságának tagja.
A 2002-es és a 2006-os országgyűlési választásokon Borsod-Abaúj-Zemplén megye 3-as számú egyéni választókörzetében választották országgyűlési képviselővé, a 2010-es választásokon ismét itt indult, de alulmaradt, és pártja Borsod-Abaúj-Zemplén megyei területi listájáról nyert mandátumot.

### Polgármestersége
Polgármestersége alatt a város rengeteget fejlődött: a történelmi épületek restaurálásával megújult a Belváros, felújították a népkerti Sportcsarnokot, felépült a Népkertben a Miskolci Jégcsarnok, a Művészetek Háza építése a volt Béke mozi helyén (2006), létrejött Miskolc egyik legszebb tere, a Szinva terasz (2005), és átalakították a Hősök terét (2006). 
A 2006-os önkormányzati választásokon hárman indultak rajta kívül Miskolc polgármesteri székéért. Káli újraválasztása mellett szólt belváros-felújító tevékenysége, a város kulturális szerepének erősítése (Miskolc kis híján Európa kulturális fővárosa lett, a versenyben Pécs előzte meg); a vele szemben állók többek között a város felhalmozódott adósságát hozták fel érvként és azt, hogy a 2006 júniusi vízszennyezési botrány idején a városvezetés nem értesítette időben a lakosságot. Ezen kívül Káli pártja, az MSZP támogatottsága nagyot zuhant Gyurcsány Ferenc országszerte tüntetéseket kiváltó balatonőszödi beszéde miatt. Káli mindennek ellenére az október 1-jei választáson elnyerte a szavazatok többségét. Népszerűségének sokat ártott, hogy ellenfelei azzal vádolták, hogy hátrányos helyzetű embereket költöztet az Avas-Dél városrészbe. Ez természetesen nem volt és nem lehetett célja Kálinak. Azonban az akkori ellenzék, kihasználva az összes felületet, „ráégette” ezt a polgármesterre. Így 2010-re pozíciója meggyengült, noha a város tovább fejlődött mind épített, mind kulturális értelemben. Elkészült a Kemény Dénes Sportuszoda, Új lelátót kapott a DVTK-stadion, megújultak Miskolc gimnáziumai és számos általános iskola, elkészült az új Búza téri vásárcsarnok és a diósgyőri piac. Megújult a Kazinczy és a Vörösmarty utca, virágba borult a város főutcája, a Széchenyi utca, és teljesen átépült a tapolcai Barlangfürdő. Mindemellett számos más olyan beruházás készült el, ami a város életében ma is fontos szerepet tölt be. 2010-ben Kálit is elsodorta a Fidesz országos előretörése, és helyére egy, a politikában addig ismeretlen fideszes orvost, Kriza Ákost választották a miskolciak. Önkormányzati képviselőjelöltként nem indult, így 16 év után távozott a városi közgyűlésből.
Felsőzsolcán él.